# Some Girls & Trouble Boys
Some girls & Trouble boys är ett studioalbum från 1979 av det svenska dansbandet Wizex.  Det placerade sig som högst på 21:a plats på den svenska albumlistan.

## Låtlista

### Sida 1
| Nr | Titel                                              | Låtskrivare                          | Längd |
| -- | -------------------------------------------------- | ------------------------------------ | ----- |
| 1. | "När vi rör varann (Sometimes When We Touch)"      | Barry Mann, Dan Hill, Ingela Forsman | ?     |
| 2. | "Hit and Miss, Judy"                               | Eric Wreckless                       | ?     |
| 3. | "Starry Night"                                     | Lasse Holm                           | ?     |
| 4. | "Sunday Girl"                                      | Chris Stein                          | ?     |
| 5. | "Trouble Boys"                                     | Billy Murray                         | ?     |
| 6. | "När inga ord räcker till (We Don't Talk Anymore)" | Alan Tarney, Boson                   | ?     |
| 7. | "På snabba vingar"                                 | Lars Hagelin, Tommy Stjernfeldt      | ?     |

### Sida 2
| Nr  | Titel                        | Låtskrivare                              | Längd |
| --- | ---------------------------- | ---------------------------------------- | ----- |
| 8.  | "El Lute"                    | Alice May, Monica Forsberg               | ?     |
| 9.  | "Some Girls"                 | Frank Farian, Fred Jay, Margot Borgström | ?     |
| 10. | "Oh Susie"                   | Mike Chapman, Nicky Chinn                | ?     |
| 11. | "You Needed Me"              | Björn Håkanson, Tim Norell               | ?     |
| 12. | "Sången skall klinga"        | Lasse Holm                               |       |
| 13. | "Come on over"               | Barry Gibb, Robin Gibb                   | ?     |
| 14. | "Lucille (Du har lurat mej)" | Torgny Söderberg                         | ?     |

## Listplaceringar
| Lista (1979-1980) | Topplacering |
| ----------------- | ------------ |
| Sverige           | 7            |

### Fotnoter
1. ↑  ”Svensk mediedatabas”. http://smdb.kb.se/catalog/id/001887059. Läst 21 april 2011.
2. ↑  ”Listplacering”. http://hitparad.se/showitem.asp?key=41099&cat=a. Läst 21 april 2011.